# Vlastimil Artur Polák
Vlastimil Artur Polák (ur. 3 kwietnia 1914 w Mährisch Aussee, zm. 9 marca 1990 w Ołomuńcu) – niemiecko-żydowski poeta i prozaik. 
Przez większość swojego życia od 1928 żył i pracował w Ołomuńcu na Morawach, najczęściej w zawodach robotniczych, kolejarskich i innych. W marcu 1939 został aresztowany od 1939 do 1941 był wykorzystywany do pracy przymusowej przy regulacji rzeki Morawy. W styczniu 1945 deportowany został do Theresienstadt. Ogromna większość jego dorobku literackiego, pisanego wyłącznie po niemiecku, jest nieopracowana i niewydana. W dziesięcioleciach powojennych na przeszkodzie stał i jego język niemiecki, i obecność żydowskich wątków oraz tematów w jego twórczości. Ukazał się m.in. zbiór legend żydowskich z jego rodzinnego miasteczka na Morawach Bílá paní z ghetta (Biała pani z getta, tłum. Václav Burian i Olga Polákova, 1996).